# Циноглосові
Циноглосові (Cynoglossidae), або морські язики — родина риб ряду Камбалоподібні (Pleuronectiformes). Родина складається з 3 родів і 138 видів морських і прісноводних риб, поширених у тропічних і субтропічних регіонах.

## Поширення
Циноглосові поширені переважно у тропічних, почасти в субтропічних водах, деякі види живуть в естуаріях і заходять в річки; є і прісноводні види.

## Опис
У циноглосових рило гачкоподібно вигнуте, внаслідок чого рот дугоподібно викривлений. Тіло зазвичай низьке, подовжене, язикоподібне, на боках є по 2-3 бічні лінії або зовсім немає бічної лінії. Очі розташовані на лівій стороні.
Більшість видів — дрібні риби, до 15-30 см довжини. Деякі, проте, досягають великих розмірів: наприклад, індійські дволінійна і довга циноглоси (Cynoglossus bilineatus, Cynoglossus lingua) — до 42-46 см, а найбільша з усіх — китайська дрібнолускова циноглоса (Cynoglossus abbreviatus) — до 56 см.
Кінці спинного і анального плавців злиті з хвостовим, що має загострену форму. Грудних плавців немає, черевний один, непарний, розташований по середній лінії черева.

## Спосіб життя
Циноглоси це донні риби, що риються в ґрунті.

## Живлення
Живляться головним чином поліхетами, дрібними молюсками, ракоподібними, амфіподами.

## Циноглосові і людина
Незважаючи на малі розміри, циноглосові є подекуди важливим промисловим об'єктом. В Індії промишляють в основному циноглос 10-13 см довжини, одним з основних видів є циноглоса малабарська (Cynoglossus semifasciatus), що досягає довжини 17 см. Циноглос ловлять переважно закидними неводами і заготовляють у солоному і сушеному вигляді.